# Laas, Loiret
Laas är en kommun i departementet Loiret i regionen Centre-Val de Loire strax norr om Frankrikes mellersta region. Kommunen ligger i kantonen Pithiviers som tillhör arrondissementet Pithiviers. År 2022 hade Laas 241 invånare.

## Befolkningsutveckling
Antalet invånare i kommunen Laas
| Referens: INSEE |